# Hiroki Yamada
Pour les articles homonymes, voir Yamada.
Hiroki Yamada (山田大起, né le 19 mai 1982) est un sauteur à ski japonais.

## Palmarès

### Jeux Olympiques
| Épreuve / Édition | Salt Lake City 2002 |
| Petit Tremplin    | 33e                 |
| Par Equipes       | 5e                  |

### Coupe du Monde
- Meilleur classement final: 24e en 2002.
- Meilleur résultat: 4e.